# Жозе Роман
Жозе Роман (порт. José Romão, нар. 13 квітня 1954, Бежа) — португальський футболіст, що грав на позиції захисника. По завершенні ігрової кар'єри — тренер.

## Ігрова кар'єра
Вихованець клубу «Бежа» з однойменного рідного міста. У цьому ж клубі Жозе і дебютував у дорослому футболі у 1969 році, зігравши два сезони у третьому за рівнем дивізіоні.
Своєю грою за цю команду привернув увагу представників тренерського штабу клубу «Віторія» (Гімарайнш), до складу якого приєднався 1971 року. Роман провів п'ять сезонів у вищому дивізіоні за клуб з Гімарайнша, але був лише гравцем резерву.
В подальшому з 1976 року грав у клубах другого дивізіону «Фафе», «Пенафіел», «Ріопеле» та «Алкобаса», вийшовши з останнім до вищого дивізіону, завдяки чому у сезоні 1982/83 вперше після тривалої перерви повернувся до елітного дивізіону.
Завершив професійну ігрову кар'єру у клубі другого дивізіону «Візела», за який виступав протягом 1983—1984 років.

## Кар'єра тренера
Роман залишився у «Візелі» по завершенні ігрової кар'єри і став головним тренером в її першому і єдиному сезоні в елітному дивізіоні (1984/85), команда фінішувала на 16-му, останньому місці в лізі, і була знижена в класі, тим не менш Жозе залишився з нею ще на два роки.
З початку сезону 1987/88 і до кінця кампанії 1999/00 років він постійно працював в командах португальського вищого дивізіону, починаючи з «Пенафіела»; найбільше часу він провів з «Шавішем», з яким у нього було три етапи роботи і який він вивів на п'яте місце в 1989/90 сезоні.
У 2000 році Роман приєднався до тренерського штабу Антоніу Олівейри в збірній Португалії, він працював асистентом тренера до кінця провального чемпіонату світу 2002 року, на якому португальці не вийшли з групи. Згодом Роман очолив молодіжну збірну країни і був також тренером олімпійської збірної на футбольному турнірі літніх Олімпійських ігор 2004 року в Афінах, де Португалія зайняла останнє місце в групі.
2005 року відправився до арабського світу, де спочатку очолив марокканський «Відад» (Касабланка), з яким в першому ж сезоні виграв національний чемпіонат і був визнаний найкращим тренером року. Згодом очолював катарський «Аль-Арабі», після чого повернувся у Марокко, де став тренувати «Раджу» (Касабланка), з якою теж став чемпіоном Марокко у сезоні 2008/09, ставши першим тренером у новітній історії країни, який вигравав чемпіонат з обома головними командами Касабланки.
У травні 2010 року Жозе Роман залишив «Раджу» і в наступні роки очолював кувейтські команди «Аль-Кувейт» та «Аль-Арабі» (Кувейт), з якими виграв ряд національних трофеїв, після чого повернувся у вересні 2014 року в «Раджу». В травні 2015 року остаточно покинув команду після катастрофічних результатів команди.
Останнім місцем тренерської роботи Романа став інший марокканський клуб ФАР (Рабат), головним тренером команди якого Жозе був з 2015 по 2016 рік.

## Титули і досягнення
- Чемпіон Марокко: 2005/06, 2008/09
- Володар Суперкубка Кувейту: 2010, 2012
- Володар Кубка шейха Яссіма: 2008
- Володар Кубка наслідного принца Кувейту: 2010, 2011, 2012
- Володар Кубка Федерації футболу Кувейту: 2011